# Vườn quốc gia Tablas de Daimiel
Vườn quốc gia Tablas de Daimiel (Tây Ban Nha: Parque Nacional de las Tablas de Daimiel) là một vườn quốc gia ở nam trung bộ Tây Ban Nha, ở đồng bằng La Mancha thuộc tỉnh Ciudad Real. Đây là một vùng đất ngập nước trong khu vực khô cằn của Tây Ban Nha. Vườn quốc gia này cũng nằm trong danh sách Khu Ramsar cũng như làm vùng lõi của khu dự trữ sinh quyển Mancha Húmeda và là Khu vực bảo vệ đặc biệt các loài chim của Liên minh châu Âu (Zona de Especial Protección para las Aves).
Tablas de Daimiel có diện tích 19,28 km² , là vườn quốc gia có diện tích nhỏ nhất trong số các vườn quốc gia tại Tây Ban Nha. Đây là một khu vực ngập lụt nơi sông Gigüela đổ vào Guadiana. Vườn quốc gia này lấy tên theo thị xã Daimiel, mặc dù 70% diện tích thuộc đô thị Villarrubia de los Ojos và chỉ có 30% là thuộc Daimiel. Năm 2014, vườn quốc gia được mở rộng để bao gồm các khu vực khô hạn lân cận. Việc mở rộng là một phần của những nỗ lực nhằm cải thiện tình trạng hư hại do khai thác tài nguyên nước tại đây.